# Arcieparchia di Kottayam
L'arcieparchia di Kottayam (in latino Archieparchia Kottayamensis) è una sede metropolitana senza suffraganee della Chiesa cattolica siro-malabarese in India. Nel 2023 contava 191.000 battezzati su 4.374.310 abitanti. È retta dall'arcieparca Mathew Moolakkattu, O.S.B.

## Territorio
L'arcieparchia non ha un territorio proprio, ma estende la sua giurisdizione sulla comunità Knanaya (i cui membri sono chiamati anche "Sudisti"), nello stato indiano del Kerala, appartenenti sia alla Chiesa cattolica siro-malabarese sia alla Chiesa cattolica siro-malankarese.
Sede arcieparchiale è la città di Kottayam, dove si trova la cattedrale di Cristo Re.
All'arcieparchia fanno capo 142 parrocchie, di cui 16 appartenenti alla comunità Knanaya malankarese.

## Storia
Il 20 maggio 1887 fu istituito un primo vicariato apostolico di Kottayam, con il breve Quod iam pridem di papa Leone XIII. Con questo documento il papa sottrasse alla giurisdizione dei vescovi latini i fedeli siro-malabaresi, istituendo per loro due vicariati apostolici autonomi, quello di Trichur e quello appunto di Kottayam. Il 20 luglio 1896 lo stesso pontefice rivide questa suddivisione, istituendo tre nuovi vicariati apostolici, Trichur, Ernakulam e Changanacherry. Il precedente vicariato apostolico di Kottayam fu di fatto soppresso.
Il vicariato apostolico di Kottayam  "pro gente suddistica" fu eretto il 29 agosto 1911 con il breve In universi christiani di papa Pio X. Aveva giurisdizione sulle parrocchie dei Sudisti lungo la costa del Malabar: la giurisdizione era precedentemente esercitata dai vicariati apostolici di Ernakulam (oggi arcieparchia di Ernakulam-Angamaly) e di Changanacherry (oggi arcieparchia).
I Kanahi, conosciuti anche come la comunità Knanaya o Q'nai, costituiscono una comunità endogamica che, secondo la tradizione, trae origine da un gruppo di emigranti ebrei-cristiani che dalla Mesopotamia meridionale raggiunsero il porto indiano di Cranganore nel 345.
Il 21 dicembre 1923 il vicariato apostolico fu elevato a eparchia con la bolla Romani Pontifices di papa Pio XI e contestualmente entrò a far parte della provincia ecclesiastica dell'arcieparchia di Ernakulam (oggi arcieparchia di Ernakulam-Angamaly).
Il 29 aprile 1955 la giurisdizione fu estesa a tutte le parrocchie dei Sudisti nelle province ecclesiastiche della Chiesa cattolica siro-malabarese.
Il 10 gennaio 1959 è entrata a far parte della provincia ecclesiastica dell'arcieparchia di Changanacherry.
Il 9 maggio 2005 l'eparchia è stata elevata al rango di arcieparchia metropolitana senza suffraganee.

## Cronotassi dei vescovi
Si omettono i periodi di sede vacante non superiori ai 2 anni o non storicamente accertati.
- Charles Lavigne, S.I. † (13 settembre 1887 - 11 giugno 1896 dimesso)
  - Sede soppressa (1896-1911)
- Matthew Makil † (29 agosto 1911 - 26 gennaio 1914 deceduto)
- Alexander Chulaparambil † (16 luglio 1914 - 8 gennaio 1951 deceduto)
- Thomas Tharayil † (8 gennaio 1951 succeduto - 5 maggio 1974 ritirato)
- Kuriakose Kunnacherry † (5 maggio 1974 succeduto - 14 gennaio 2006 ritirato)
- Mathew Moolakkattu, O.S.B., succeduto il 14 gennaio 2006

## Statistiche
L'arcieparchia nel 2023 su una popolazione di 4.374.310 persone contava 191.000 battezzati, corrispondenti al 4,4% del totale.
| anno | popolazione | popolazione | popolazione | presbiteri | presbiteri | presbiteri | presbiteri                | diaconi | religiosi | religiosi | parrocchie |
| anno | battezzati  | totale      | %           | numero     | secolari   | regolari   | battezzati per presbitero | diaconi | uomini    | donne     | parrocchie |
| ---- | ----------- | ----------- | ----------- | ---------- | ---------- | ---------- | ------------------------- | ------- | --------- | --------- | ---------- |
| 2005 | 170.200     | 3.595.650   | 4,7         | 214        | 150        | 64         | 795                       | 5       | 36        | 115       | 148        |
| 2009 | 162.818     | 3.688.800   | 4,4         | 234        | 146        | 88         | 695                       | 5       | 123       | 1.166     | 151        |
| 2013 | 175.128     | 3.893.000   | 4,5         | 257        | 156        | 101        | 681                       |         | 129       | 1.040     | 149        |
| 2016 | 185.721     | 4.046.900   | 4,6         | 465        | 354        | 111        | 399                       |         | 145       | 1.061     | 147        |
| 2019 | 191.200     | 4.199.400   | 4,6         | 487        | 374        | 113        | 392                       |         | 149       | 1.067     | 142        |
| 2021 | 188.106     | 4.287.750   | 4,4         | 507        | 381        | 126        | 371                       |         | 159       | 1.024     | 142        |
| 2023 | 191.000     | 4.374.310   | 4,4         | 358        | 404        | 129        | 358                       |         | 160       | 1.035     | 142        |